# Samsung Galaxy Tab S4
Il Samsung Galaxy Tab S4 è un tablet computer sviluppato e prodotto da Samsung Electronics. È il successore del predecessore Galaxy Tab S3 e venne annunciato insieme al più economico Samsung Galaxy Tab A 10.5.

## Storia
Il Tab S4 venne rivelato online il 1º agosto 2018, con preordini per i modelli WiFi e LTE che iniziarono lo stesso giorno. Negli Stati Uniti al momento del lancio, i modelli LTE erano disponibili per l'acquisto solo tramite Verizon, con il supporto di altri operatori in arrivo nel Q3 2018. Gli ordini vennero spediti a partire dal 10 agosto.

## Caratteristiche

### Hardware
Il Tab S4 presenta un Qualcomm Snapdragon 835 octa core con 4 GB di memoria LPDDR4X. È disponibile in varianti di memoria di 64 o 256 GB, con supporto scheda microSD espandibile fino a 400 GB. Tab S4 ha il supporto Bluetooth 5.0 e una batteria più grande da 7.300 mAh con ricarica rapida adattabile e un tempo di riproduzione video richiesto fino a 16 ore. Il dispositivo ha integrato microfoni a campo lontano che consentono di controllare l'Assistente Google da lontano.
Rispetto al Galaxy Tab S3, Tab S4 ha un display 2560x1600 da 10,5 pollici più grande con un aspect ratio di 16:10 e cornici più sottili. Di conseguenza, Tab S4 non dispone più di un sensore di impronte digitali o di pulsanti di navigazione e e utilizza invece uno scanner per viso e iride. La fotocamera frontale è stata aggiornata a 8 megapixel e può scattare in risoluzione 1080p. Anche i quattro altoparlanti stereo sono stati sintonizzati da AKG e supportano il suono surround Dolby Atmos.
Il vetro anteriore e posteriore utilizza Gorilla Glass 3 e il posteriore non ha il logo Samsung.

### Software
Il Tab S4 viene commercializzato con la Samsung Experience 9.5, basato su Android 8.1 Oreo.
Le nuove funzionalità includono la protezione Samsung Knox e una modalità Scheda giornaliera, che consente la visualizzazione di foto e informazioni meteo e calendario. Bixby 2.0 verrà aggiunto in un futuro aggiornamento del software nel 2019.
Samsung DeX è anche supportato in modo nativo e viene lanciato sul dispositivo quando viene collegata una tastiera. Tab S4 può eseguire contemporaneamente fino a 20 finestre di applicazioni multiple e supporta lo schermo diviso, il trascinamento e la funzionalità del tasto destro. Se connesso a un monitor esterno, lo schermo può essere utilizzato come touchpad.

### Accessori
La scheda S4 è inclusa con uno stilo S Pen migliorato con una punta da 0,7 mm e 4.096 livelli di sensibilità alla pressione, simile alla S Pen sul Galaxy Note 8. Pesa 9,1 grammi e supporta funzioni come comandi aerei, traduzione di testo su schermo, promemoria screen off e messaggi live.
Un accessorio per tastiera rimovibile è anche offerto separatamente e si blocca magneticamente sul Tab S4. Ha una fondina per la S Pen ma non include un touchpad, che richiede agli utenti di fare affidamento sul touchscreen, S Pen o un mouse bluetooth per l'inserimento.